# Vitalparameter
Vitalparameter sind Maßzahlen, die Grundfunktionen des menschlichen Körpers widerspiegeln. Sie werden in der Medizin bei der körperlichen Untersuchung zur Überprüfung der Vitalfunktionen gemessen.
In der Regel werden Vitalparameter anhand zweier Messarten unterschieden. Zum einen gibt es die diskrete Messung, also die Messung zu einem bestimmten Zeitpunkt. Darunter fällt die Herzfrequenz, der Blutdruck, die Körpertemperatur und die Atemfrequenz. Zum anderen gibt es die kontinuierliche Messung, zu der das Elektrokardiogramm (EKG) und die Elektroenzephalografie (EEG) zählt.
Man benötigt zur Bestimmung der diskret gemessenen Vitalparameter ein Fieberthermometer, eine Uhr und zur Blutdruckmessung ein Blutdruckmessgerät. Diese Vitalparameter können auch von nichtärztlichem Personal (Pflegekräfte, Sanitäter) erhoben werden. Sie bilden die Basis der „Patientenkurve“ im Krankenhaus und werden dann fall- und problembezogen durch weitere Parameter (z. B. Schmerzscore, Blutzuckermessung, Glasgow Coma Scale usw.) ergänzt.
Neuere Entwicklungen erlauben die Bestimmung etwa des Herzschlags durch Auswertung von Videoaufnahmen mittels der Eulerschen Videoverstärkung.
Eine Messung der Vitalparameter von Fahrzeugführern wird des Weiteren im Straßenverkehr eingesetzt. In der EU muss jedes neu zugelassene Fahrzeug mit einem Müdigkeits- und Aufmerksamkeitswarnsystem ausgestattet sein, das den Fahrer vor Sekundenschlaf und nachlassender Konzentration warnen und dadurch Unfälle vermeiden soll (EU-Verordnungen 2019/2144 und 2021/1341).